# Pripravljenost in odpor na spremembe v organizaciji
Sprememba je dejanje ali proces, v katerem nekaj postane drugačno.Spremembe lahko delimo glede na mesto spremembe, glede na hitrost in vzorec spremembe ter glede na nivo, iz katerega sprememba prihaja. Pri mestu sprememb ločimo evolucijske spremembe oz. spremembe prvega reda, ki se nahajajo znotraj obstoječe strukture, lahko pa so spremembe tudi revolucionarne oz. spremembe drugega reda, pri katerih gre za globlje spremembe strukture. V okviru hitrosti in vzorca sprememb poznamo redke in načrtovane epizodične spremembe, pa tudi kumulativne kontinuirane spremembe, ki se neprestano razvijajo in spreminjajo. Na osnovi nivoja, iz katerega sprememba prihaja, lahko opredelimo dramatične spremembe, ki so navadno sprožene s strani vodstva organizacije, nato pa še sistematične spremembe, ki so počasnejše, a hkrati tudi bolj načrtovane in dodelane. Slednje potekajo pod vodstvom srednjega managementa in svetovalcev. Zadnje, organske spremembe, pa vodijo zaposleni. Te spremembe so manj jasne in manj strukturirane in so pogosto izpeljane v odsotnosti formalnega vodstvenega procesa.

## Spremembe v organizaciji

### Management spremembe
Management spremembe je strukturirani pristop za zagotavljanje popolne in neproblematične vpeljave sprememb, katerih koristi vztrajajo dalj časa. Teorija managementa spremembe (ang. Change Management) ima svoje temelje na različnih področjih, kot so inženiring (ang. engineering), poslovanje (ang. business) in psihologija. To je tudi razlog temu, da se management spremembe aplicira na različne načine in v različnih disciplinah. Cilj managementa spremembe je vpeljati spremembe, ki bodo optimizirale trenutno nezadovoljivo stanje. Tako posameznik ali skupina pride do spoznanja, da obstajajo tudi boljši načini efektivnega delovanja, pri načrtovanju sprememb pa upoštevajo tudi želje, potrebe in pričakovanja zaposlenih. 
Eden prvih modelov managementa spremembe se je pojavil v 1950-ih letih, njegov utemeljitelj pa je psiholog Kurt Lewin. Njegov model se uporablja še danes, Lewin pa v njem poudarja tri faze spremembe, in sicer odmrznitev, spreminjanje ter zamrznitev.
Pri prvi fazi (fazi odmrznitve) gre za to, da se posamezniki začnejo zavedati, kakšne vrednote in prepričanja imajo. Pri tem Lewin poudarja, da ljudje navadno nismo pripravljeni sprejemati sprememb kot sestavnega dela delovnega procesa, ampak se raje zadržujemo v znanih, rutinskin in udobnih situacijah. Sprememba nas namreč izpelje ven iz udobnega, varnega območja ter nas privede k nečemu neznanemu, negotovemu in celo strašljivemu. Veliko ljudi ima negativen odnos do sprememb, saj takoj ko se navadijo novih stvari, že pride drugi val sprememb, ki poruši njihov svet. A spremembe niso vedno slabe. Pogosto prinašajo veliko dobrega, zato je potrebno zaposlenim v organizacijah pomagati, da se lažje soočajo s konstantnimi spremembami na delovnem mestu. Zaposlene je potrebno seznaniti z vsem, kar zadeva spremembo, torej od vzrokov, namena in ciljev, pa do načrta same izpeljave ter evaluacije..
Da pa bi lahko premostili status quo, mora organizacija za spremembe zaposlene najprej motivirati in jih pripraviti na uvajanje sprememb. Funkcija vodstva je v tej fazi ta, da definira spremembe in strategije. Na tem mestu se tudi oblikuje ekipa za management spremembe, katere naloga je, da zasnuje model managementa spremembe.
Ko so posamezniki pripravljeni na spremembe in tudi sami začutijo potrebo po njih, pride na vrsto druga faza, faza spreminjanja, pri kateri posamezniki sprejmejo nove vrednote, prepričanja in stališča. To storijo bodisi preko identifikacije bodisi preko internalizacije. V prvem primeru se v okolju pojavi nekaj posameznikov, ki služijo kot modeli preko katerih se posamezniki učijo novih načinov vedenja, se z njimi poistovetijo in jih skušajo posnemati, pri internalizaciji pa gre za to, da posameznike soočimo s situacijo, v kateri se morajo vesti drugače, če želijo doseči določene uspehe. Vodstvo mora tekom te faze razviti načrt za management spremembe in izvesti aktivnosti za implementacijo teh načrtov.
V zadnji fazi zamrznitve pa posamezniki utrjujejo nova stališča in vrednote. Na tem mestu posamezniki ponotranjijo nov način vedenja tako, da slednjega vključijo v svojo osebnostno strukturo in čustvene odnose. Pri fazi zamrznitve moramo biti pozorni na to, da se novost ne pozabi, zato moramo načrtovati nove spodbude. Slednje lahko zastavimo na dva načina. Lahko gre za stalne spodbude, ki posameznikom omogočajo, da se hitro učijo novega vedenja, s čimer se izognejo pozabljanju, lahko pa gre za spodbude s presledki, kjer je pozabljanje sicer prisotno, vendar je upočasnjeno, saj se posamezniki navadijo tega, da so dalj časa brez sprememb. Na tem mestu mora vodstvo zbrati in analizirati povratne informacije (ang. feedback) vseh zaposlenih. Vodilni morajo biti sposobni prepoznati vrzeli in obvladati morebitni odpor. Prav tako morajo uvesti korektivne akcije in ovrednotiti uspešnost izvedene akcije.
Lewinov model je še danes zelo učinkovit, glavna kritika Lewinovega modela pa se nanaša na to,da Lewin ni ustrezno opredelil učinkov, ki se pojavijo po uvedbi sprememb na področju vzdušja zaposlenih (kot npr. strah pred novimi spremembami ipd.)
Po zgledu Lewinovega modela je kasneje nastalo še veliko trifaznih modelov, nekateri avtorji pa so model razširili na več kot tri nivoje. Eden takih je tudi Proscijev model ADKAR. Ta je sicer namenjen individualni spremembi, a je učinkovit tudi na skupinski ravni. Model ADKAR zajema naslednje nivoje: Zavedanje (ang. Awarness), kjer gre za to, da organizacija natančno ozavesti, zakaj sploh potrebuje določeno spremembo. Management mora imeti jasen in veljaven razlog, da nastopi s programom spremembe in mora biti sposoben prepoznati kako, kdaj in kje mora uvesti spremembe. Naslednji nivo je Želja (ang. Desire), kjer imata največji pomen podpora in udeležba pri uvajanju spremembe. Potem je tu Znanje (ang. knowledge), torej vse potrebne informacije o tem, kako vnesti določeno spremembo. Preveriti je potrebno tudi to, ali je načrt spremembe primeren in ali so resursi adekvatni. Pri Sposobnosti (ang. ability) gre za spretnosti, ki so potrebne za vpeljavo določene spremembe. Na tem mestu je potrebno biti pozoren tako na »mehke« spretnosti (ang. soft skills) kot tudi tehnične spretnosti (ang. technical skills). Na zadnjem mestu pa se nahaja Ojačevanje (ang. reinforcement), torej sposobnosti za vzdrževanje spremembe. Na tem mestu je potrebno poročati o uspešnosti izvedbe načrta, potrebno pa je zasnovati tudi komunikacijski načrt, ki zaposlenim omogoča, da so informirani o celotnem dogajanju.
Modeli so torej različni in temeljijo na različnih pristopih v odvisnosti od situacije, na katero se nanašajo. Vsem modelom pa je skupni cilj ta, da proces spremembe izvedejo čim bolj gladko, z njim pa dosežejo maksimalno učinkovitost. In ker noben pristop ni popoln, je najbolj smiselno modele kombinirati.

#### Vpliv managementa spremembe na velike in male organizacije
Večja kot je organizacija, širše je področje, za katerega je odgovoren management spremembe. Eden od razlogov, zakaj management spremembe zavzema mesto v organizacijah je, da doseže optimizacijo kvalitete servisov, skuša zmanjšati stroške in omogoči čim večje dohodke. Večje organizacije imajo prav tako več sredstev kot manjše organizacije, kar je njihova velika prednost. V nasprotju z velikimi organizacijami pa je veliko lažje delati z ljudmi v manjših organizacijah, saj v velikih organizacijah zaposleni pogosteje nasprotujejo načrtom managementa, v manjših organizacijah pa lahko vodstvo vsakemu posamezniku razloži celoten načrt in tako doseže večje odobravanje.

## Doživljanje sprememb
Na področju doživljanja sprememb so individualne razlike velike, saj na organizacijske spremembe navadno vpliva več različnih dejavnikov. Slednje lahko razvrstimo na tri nivoje, in sicer na organizacijski nivo, na nivo delovne skupine in na koncu še na individualni nivo.
Na organizacijskem nivoju na doživljanje sprememb vpliva predvsem pravičnost procesa. Proces je pravičen v primeru, da je komunikacija dvosmerna, da je proces odločitve transparentno, izvajanje odločitev pa konsistentno preko vseh podrejenih enot. Prav tako je pomembno, da pravica do podajanja mnenja pripada tudi podrejenim, saj le tako podrejeni vodstvo vidijo kot zanesljivo, pravično in zaupanja vredno. Naslednji pomembni dejavnik je nagrajevanje, pri katerem gre za to, da organizacije zaposlene nagrajujejo v primerih, ko ti sprejemajo tvegane odločitve. Na ta način pri zaposlenih spodbujajo učenje in inovativnost, saj plačilo, ki je sorazmerno z delovno uspešnostjo močno vpliva na motivacija in vedenje na delovnem mestu. Kot zadnji pomembni dejavnik na organizacijskem nivoju pa lahko izpostavimo izkušnje s predhodno vpeljanimi spremembami. V primeru neuspeha predhodnih organizacijskih sprememb so namreč zaposleni do novih predlogov o reorganizaciji lahko zelo zadržani.
Na nivoju delovne skupine na doživljanje sprememb vplivata predvsem dva dejavnika, in sicer medosebni odnosi oz. skupinska dinamika ter sodelovanje. Pri prvem gre za velik vpliv mnenja in reakcij sodelavcev. Občutek varnosti se namreč pojavi le v okolju, kjer lahko posameznik svobodno izraža svoje mnenje in je prepričan, da v primeru napake ne bo zavrnjen in ne bo postal tarča posmeha. Pri sodelovanju pa gre za to, da vključenost zaposlenih v odločitve spodbuja pozitiven pogled na spremembe.
Na individualnem nivoju je ključno mesto nadzora. Pri mestu nadzora gre za posameznikovo zaznavo o možnosti nadzora nad okoljem, pri čemer imajo posamezniki z notranjem mestom nadzora bistveno bolj pozitiven odnos do sprememb ter se v primerjavi s posamezniki z zunanjim mestom nadzora veliko bolj učinkovito soočajo s spremembami, saj menijo, da imajo sami nadzor nad življenjem ter da lahko sami vplivajo na okolje. V nasprotju z njimi pa so posamezniki z zunanjim mestom nadzora relativno pasivni in so mnenja, da njihovo življenje usmerjajo zunanji dogodki. Zato je pomembno, da managerji pri zaposlenih skušajo vplivati predvsem na notranje mesto nadzora nad situacijo. Na nivoju posameznika je prav tako pomembno zadovoljstvo z delom, saj so posamezniki, ki so bolj zadovoljni z delom, tudi bolj motivirani in so bolj odprti za spremembe, ne glede na način uvajanja oz. implementacija sprememb.

### Pripravljenost na spremembo
Da se lahko določena sprememba sploh uvede na delovno mesto, mora biti pri vseh vpletenih prisotna tudi določena stopnja pripravljenosti za spremembo (ang. readiness for change), pri kateri gre v osnovi za podporo spremembam s strani zaposlenih ter za razširjeno prepričanje zaposlenih o primernosti in vrednosti sprememb. Kasneje drugi avtorji osnovno definicijo razširijo še s čustveno komponento in pripravljenost na spremembe na novo opredelijo kot stopnjo, do katere je posameznik kognitivno in čustveno pripravljen sprejeti neko spremembo, se vključiti in prevzeti posamezni načrt z namenom spremembe obstoječega znanja. Spet tretji avtorji poudarjajo pomen posameznikovega doživljanja potrebe po spremembi in njegovo zaznavo sposobnosti organizacije izvedbe teh sprememb. 
Sistem prepričanj močno vpliva na uspešnost uvajanja sprememb. Tako je zelo pomembno, da posamezniki verjamejo v to, da so novi sistemi prepričanj dobri zanje, saj bo to vplivalo na njihovo vedenje. In če je to vedenje pravo, lahko dosežemo veliko.
Pomemben vidik uspešnega uvajanja sprememb na delovno mesto je tudi razreševanje konfliktov, ki nastajajo v procesu priprave sprememb. Pri tem je pomembna predvsem usklajenost mnenj in mišljenja zaposlenih in vodstva, saj to ugodno vpliva na stanje pripravljenosti za spremembe na vseh nivojih.
Armenakis, Harris in Mossgolder so v modelu za ustvarjanje pripravljenosti na spremembe predvideli, da pripravljenost za spremembe služi kot osnova za sprejemanje oz. odpor do predloga o spremembi. Vodstvo lahko tako na podlagi razlik med njihovimi lastnimi pričakovanji ter pričakovanji ostalih zaposlenih o spremembah oceni splošno pripravljenost na spremembe. Če so te razlike majhne ali jih ni, so spremembe sprejete brez večjih zapletov, v primeru velikega razkoraka med pričakovanji vodstva in zaposlenih pa pride do odpora do sprememb in neučinkovite implementacija sprememb, še posebno če nihče ne poskuša zmanjšati ali izničiti teh razlik.
Mnogi tudi poudarjajo, da na pripravljenost na spremembe močno vpliva t. i. karizmatičen|karizmatično oz. transformacijsko vodenje s strani vodstva. Na pripravljenost za spremembe vpliva tudi odprtost za spremembe (ang. openess to change). Slednja sestoji iz pripravljenosti na spremembo in iz pozitivnega občutka o potencialnih posledicah sprememb, pogosto pa jo povezujemo z odprtostjo kot osebnostno lastnostjo. Višja stopnja sprejemanja sprememb pa je povezana z osebna odpornost, ki zajema samozavest, optimizem in kontrola zaznavanja. Na odnos zaposlenih do sprememb v organizaciji vpliva tudi informacijsko okolje. Zaposleni so bolj pripravljeni na spremembe, kadar so o svoji vlogi pri spremembah in dogajanju v organizaciji dobro obveščeni ter kadar se čutijo bolj vključene v nalogo in socialno omrežje. To dokazujejo tudi različne raziskave, ki ugotavljajo pozitivno povezanost med odprtostjo za spremembe in sodelovanjem pri procesu odločanja. Pomembna dejavnika, ki vplivata na odprtost za spremembe sta tudi zaupanje v vodjo in pozitivne izkušnje z uspešnimi spremembami v preteklosti, kot kažejo nekatere druge raziskave. Tudi subjektivna zaznava trenutne situacije pomembno vpliva na pripravljenost za spremembe. Avtorji prav tako ugotavljajo pozitivno povezanost pripravljenosti na spremembe z visokim nivojem samoučinkovitosti pri spremembah, z osebno odpornostjo, pa z aktivno orientacijo in potrebo po dokazovanju ter z notranjim mestom nadzora.

### Odpor do spreminjanja in čustva v času sprememb
Posamezniki se razlikujejo v doživljanju in odzivanju na spremembe. Nekateri jih aktivno spodbijajo, drugi se pasivno upirajo, tretji pa jih sprejemajo. Kotter in Schlesinger navajata štiri glavne razloge, zakaj se ljudje upirajo spremembam, in sicer ker se bojijo, da bodo izgubili nekaj vrednega; narobe razumejo spremembo in njene implikacije; menijo, da je sprememba nesmiselna; imajo nizko tolerantnost do spremembe.
Pomembno je, da se zaposleni zavedajo lastnih čustev, ki jih doživljajo ob spremembah, jih prepoznajo in znajo z njimi upravljati. Razumevanje čustev v času sprememb tako na individualnem, skupinskem ali organizacijskem nivoju zmanjša možne negativne posledice. Huy navaja tri kritične izzive, ki so povezani z izvedbo sprememb: dovzetnost, mobilizacija in učenje. Pri dovzetnosti govorimo o posameznikovi pripravljenosti na upoštevanje sprememb in prepoznavanju takšnih predlogov kot legitimnih. Večjo dovzetnost dosežemo, če razmišljamo o smiselnosti in koristnosti sprememb. Mobilizacija ali prizadevanje za sodelovanje in zmožnost izvedbe spremembe vključuje Lazarusovo teorijo stresa, in sicer prvo fazo – oceno situacije. Če posameznik spremembe zazna kot škodljive glede na lastno dobrobit, se v njem porodijo negativna čustva, kar vodi do manjše dovzetnosti ali nedovzetnosti za spremembo. Kadar pa posameznik spremembo vidi kot priložnost za osebnostno rast in ob tem doživlja pozitivna čustva, pa se njegova dovzetnost poveča. Tretji kritični izziv – učenje, zajema predvsem vpliv preteklih izkušenj na spremembe. Slabe prehodne izkušnje lahko povzročijo negotovost, ki vodi do negativnega odnosa do sprememb  in posledično nefunkcionalnih izidov, kot je nizko zadovoljstvo z delom, stres, nizka predanost organizaciji, slabše zaupanje v organizacijo ipd. Po drugi strani pa lahko posameznik izraža negativna čustva (npr. strah) v situacijah, s katerimi še ni bil soočen in so mu neznane.
Smollanov model opisuje, kako različno odzivanje zaposlenih na spremembe vodi do specifičnega delovanja. 
Pozitivni odzivi najpogosteje vodijo do zadovoljstva zaposlenih, pozitivnih čustev in prostovoljnega opravljanja pričakovanih nalog, preseganja pričakovanj in prosocialnega vedenja (npr. pomoč drugim, pobuda, altruizem, zvestoba, povečan trud ipd.). Zaposleni, ki se odzovejo nevtralno, najverjetneje privolijo v izvajanje sprememb ali podredljivo sodelujejo. Negativni odzivi lahko vodijo do zavrnitve sprememb, nezvestobe, zanemarjanja, manjšega zaupanja, zavajanja nadrejenih in sabotaže. Pri mešanem odzivu pa težje vnaprej predpostavimo, kakšno bo vedenje posameznika, saj obstaja možnost, da posameznik sprejme spremembo na kognitivnem nivoju, medtem ko na čustvenem nivoju še vedno doživlja odpor.
Vsi ljudje, ki izkusijo dobre ali slabe spremembe, se nanje odzovejo z določenimi čustvi. Če se bojijo, da bodo izgubili nekaj vrednega, se usmerijo vase in postanejo bolj pozorni na ohranjanje lastnega interesa. Lahko prihaja do nesporazumov med vodilnimi in zaposlenimi ter posledičnp tudi do pomanjkanja zaupanja, kjer lahko zaposleni ocenijo, da bodo stroški zanje večji kot koristi. Zato je na tem mestu še bolj pomembno, da zaposlene seznanimo s spremembo, kaj ta pomeni za njih in njihovo delo pri tem.

## Uvajanje sprememb
McKinsey's Emily Lawson in Colin Price sta skozi psihološko perspektivo menegmenta sprememb izpostavila štiri osnovne pogoje, ki jih mora zagotoviti organizacija, da lahko začne izvajati spremembe. Pomembno je, da preko privlačne zgodbe o tem, kaj bodo spremembe prinesle koristnega (npr. dohajanje konkurence ali boj za obstanek na trgu), pri zaposlenih dosežemo razumevanje smiselnosti spremembe in čim večje strinjanje z novostmi, ki se bodo uvedle na delovno mesto. Na tem mestu je pomembno, da se zavedamo, da motivi za spremembe med zaposlenimi in vodilnimi niso vedno skladni, zato je iskanje skupnih interesov ključnega pomena. Večjo notranjo motivacijo zaposlenih za izvajanje novosti pa lahko dosežemo tudi tako, da jim dopustimo določen čas, da sami pridejo do zaključkov in poiščejo svoje osebne motive. Pomembno je, da zgodbo predstavimo tako, da vključimo argumente za in proti in s tem dosežemo večjo pristnost zgodbe same ter boljše razumevanje pomena sprememb. Avtorja izpostavljata tudi pomembno vlogo vodje, ki se mora zavedati, da se bo moral novi situaciji prilagoditi skupaj z ostalimi kolegi na delovnem mestu. Pogosto se na tem mestu pojavijo konflikti, saj so vodilni posamezniki pogosto prepričani, da že oni sami predstavljajo spremembo in se zato ne rabijo prilagoditi v tolikšni meri kot drugi zaposleni. Prav tako je potrebno paziti, da pobudniki sprememb razvijejo ojačevalne mehanizme vedenja in tako skušajo povečati iniciativo za uvajanje novosti (npr. sistemi nagrajevanja zaposlenih, nagrade). Navsezadnje pa ne smemo pozabiti na urjenje zaposlenih v sposobnostih in veščinah, ki so potrebne za ustvarjanje želenih sprememb. Ljudje se naučimo več preko preizkušanja in vaje kot le s poslušanjem, zato je pomembno, da so delavnice za zaposlene kakovostno interaktivno zasnovane.
Poleg priprave terena za izvajanje novosti pa je pomembno tudi, da prepoznamo odpor zaposlenih in skušamo delovati preventivno. Kadar managerji premalo časa namenijo preučevanju organizacijske kulture, lahko pride do konfliktov med njihovimi prepričanji, stereotipi, stališči in pričakovanji s strani zaposlenih in organizacije.

### Metode spoprijemanja z odporom
Z odporom se lahko spoprimemo na več različnih načinov. Pomembno je temeljito komuniciranje in izobraževanje zaposlenih, v smislu individualnih predstavitev, predstavitev skupinam, beležk ali poročil preko katerih zaposleni pridobijo vse potrebne informacije o novostih. Ta pristop je še posebej potreben v organizacijah, kjer pogosto prihaja do pomanjkljivega obveščanja zaposlenih ali širjenja napačnih informacij. Prednost slednjega pristopa je, da so pričakovanja dobro informiranih posameznikov bolj realna in v skladu z dejansko situacijo, kar lahko vpliva tudi na motivacijo za delo. Po drugi strani pa so takšna izobraževanja dolgočasna in jih težko izvedbo v primeru sprememb, ki se morajo izvesti v določenem časovnem okviru.
V organizacijah, kjer pobudniki nimajo vseh potrebnih informacij za oblikovanje učinkovite spremembe in menijo, da bi lahko zaradi pomanjkanja poznavanja situacije med zaposlenimi, prišlo do nesoglasij in odpora, je pomembno sodelovanje in vključevanje zaposlenih v sam proces uvedbe novosti. Če vodilni odpor predvidijo vnaprej, lahko delujejo tudi preventivno.
Nekateri zaposleni se na spremembe zelo težko prilagodijo, zato je pomembno, da jim vodstvo v takšni situaciji nudi zadostno podporo v smislu izobraževanja zaposlenih za pridobivanje novih spretnosti ali pa omogočanje dopusta ob dokončni izvedbi sprememb. Po drugi strani pa je v nekaterih primerih dovolj že to, da vodilni prisluhnejo zaposlenim in jim nudijo emocionalno podporo.
Spremembe v organizaciji niso vedno v korist vsem, ki delujejo znotraj nje. Zato je eden izmed pristopov, imenovan pogajanje in dogovarjanje, pomemben v organizacijah, kjer je jasno, da bo določena skupina posameznikov po uvedbi spremembe na slabšem, po drugi strani pa so ti posamezniki dovolj vplivni, da se lahko uprejo organizaciji. Pomembno je, da vodilni ponudijo različne možnosti, tako potencialnim kot tudi aktivnim upornikom. Pogajalski sporazum omogoči, da se izognemo velikemu odporu in drugim dodatnim postopkom ali procesom, ki bi jih bilo potrebno sprožiti v primeru upora in bi terjali dodatne finančne obremenitve.
Nekatere organizacije se z uporniki soočajo tudi preko manipulacije, torej tako da zaposlenim posredujejo le del informacij. Selektivno podajanje informacij uporabimo v primeru, ko nobena druga metoda ne zaleže, vendar pa se moramo pri tem zavedati, da to lahko vodi do ponovitve težav v prihodnosti s strani ljudi, ki so bili manipulirani.
Kadar je pomembno, da spremembe izvedemo hitro, se lahko poslužimo tudi eksplicitne ali implicitne prisile, npr. grožnje z odpuščanjem, premeščanjem. To je lahko zelo rizična metoda, saj v zaposlenih vzbudi negativna čustva, ki lahko vplivajo na zmanjšanje motivacije za delo ali sprožijo še večji odpor.

### Strategije uvajanja sprememb
Strategije, ki jih bomo izbrali pri izvedbi sprememb v organizaciji so odvisne od tega, kako hitro moramo uvesti neko novost. Počasne spremembe so na začetku manj jasno zastavljene, vključenost zaposlenih je visoka in skušajo minimanizirati možen odpor. Na drugi strani so hitre spremembe bolj natančno zasnovane zaradi časovne stike, a manj upoštevajo in vključujejo zaposlene pri njihovem načrtovanju. Prav tako se bolj pripravijo na premagovanje odpora kot na njegovo minimiziranje. Strategije, ki niso dobro zasnovane in so aplicirane prehitro, se bodo po vsej verjetnosti izkazale za slabe, saj bomo pogosto naleteli na nepričakovane probleme. Izbor strategij pa ni odvisen samo od hitrosti sprememb, ampak tudi od štirih situacijskih faktorjev: količina in obseg odpora, odnos med vodjem in uporniki, kdo poseduje relevantne podatke za oblikovanje sprememb in vključeno tveganje. Spremembe se uvajajo počasneje v primeru, ko pride do močnega odpora zaposlenih, ko ima pobudnik spremembe manj moči v organizaciji, ko pobudniki pričakujejo večjo vključenost in pomoč zaposlenih ter ko gre za manjše tveganje.
Organizacije, ki pri uvajanju sprememb ne upoštevajo omenjenih štirih faktorjev, pogosto zapadejo v težave. Najpogostejša napaka je prehitro uvedena sprememba na podlagi nepopolnih informacij o organizaciji in njenem delovanju ter slabo informiranje zaposlenih o organizaciji. Managerji lahko izboljšajo spremembe znotraj organizacije tako, da naredijo temeljito analizo trenutne situacije, problemov, s katerimi se organizacija sooča, vzrokov za trenutno stanje, potrebno hitrost spremembe ipd. Nato se lotijo analize relevantnih faktorjev npr. kdo bi se lahko uprl in zakaj, kdo ima informacije, ki lahko pripomorejo k spremembi, koga je potrebno vključiti v načrtovanje in izvedbo, kakšen je položaj vodje znotraj organizacije ipd. Sledi izbira strategije za izvajanje sprememb, ki temelji na prejšnjih dveh analizah. Znotraj strategije določimo hitrost spremembe, količino prednačrtovanja, stopnjo vključevanja drugih ter izberemo specifično taktiko za individualno in skupinsko delo. Potrebno je sprotno spremljanje procesa in odpravljanje nepričakovanih težav.